# Henry William Stisted

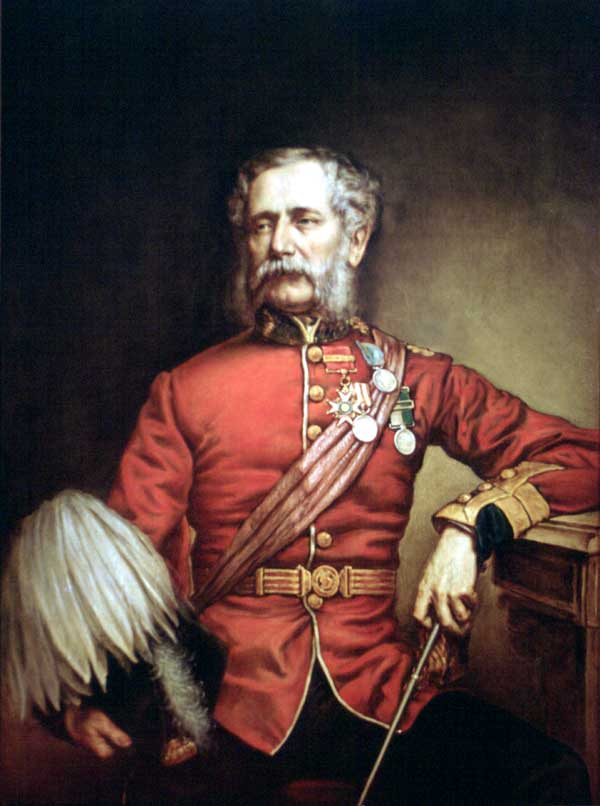
Henry William Stisted

Sir Henry William Stisted, KCB (* 1817 in Saint-Omer, Frankreich; † 10. Dezember 1875 in Upper Norwood, Surrey) war ein britischer Offizier und Kolonialbeamter. Von 1867 bis 1868 amtierte er als erster Vizegouverneur der kanadischen Provinz Ontario.

## Biografie
Stisted war wie sein Vater Berufssoldat und studierte an der Militärakademie Sandhurst. 1835 trat er in das britische Heer ein und wurde mehrmals befördert, bis hin zum Rang eines Generalmajors im Jahr 1864. Er diente in Afghanistan, Persien und Britisch-Indien. 1857 kommandierte er die Vorhut von Henry Havelocks Truppen bei der Belagerung von Lakhnau. Später war er an der nordwestlichen indischen Grenze stationiert.
Im November 1866 wurde Stisted zum Kommandeur der britischen Truppen in der Provinz Kanada ernannt. Er begab sich nach Toronto und übernahm das Kommando am 1. Januar 1867. Darüber hinaus amtierte er ab 1. Juli 1867 als erster Vizegouverneur der neu gegründeten Provinz Ontario. Die wichtigste Aufgabe in diesem repräsentativen Amt war die Ernennung des ersten Premierministers der Provinz, John Sandfield Macdonald. Bereits am 15. Juli 1868 trat William Pearce Howland Stisted Nachfolge an. Er blieb noch ein Jahr in Toronto, übernahm für kurze Zeit ein Kommando in Québec und kehrte schließlich nach Großbritannien zurück.